# Lee Kok Seng
Lee Kok Seng (mất ngày 22 tháng 8 năm 2014) là một cầu thủ bóng đá người Singapore thi đấu ở vị trí hậu vệ.

## Sự nghiệp
Ông từng thi đấu cho Đội tuyển bóng đá quốc gia Singapore.